# Hæduere
Hæduerne eller Aeduerne (gallisk: *Aiduoi, 'den glødende'; oldgræsk: Aἴδουοι) var en gallisk stamme, der under jernalderen og den romerske periode boede i det, der i dag er regionen Bourgogne.
Hæduerne havde et tvetydigt forhold til den Romerske Republik såvel som andre galliske stammer. I 121 f.Kr. appellerede de til Rom mod arvernere og allobrogere. Under de Gallerkrigene (58-50 f.Kr.) støttede de Cæsar, men ikke helhjertet. I år 52 f.Kr. skiftede de således side og gav Vercingetorix en halvhjertet opbakning. Selvom de deltog i oprørene under Julius Sacrovir i år 21 e.Kr. og Vindex i år 68 e.Kr., blev deres aristokrati i høj grad romaniseret under det Romerske Kejserrige.